# Ernst & Young

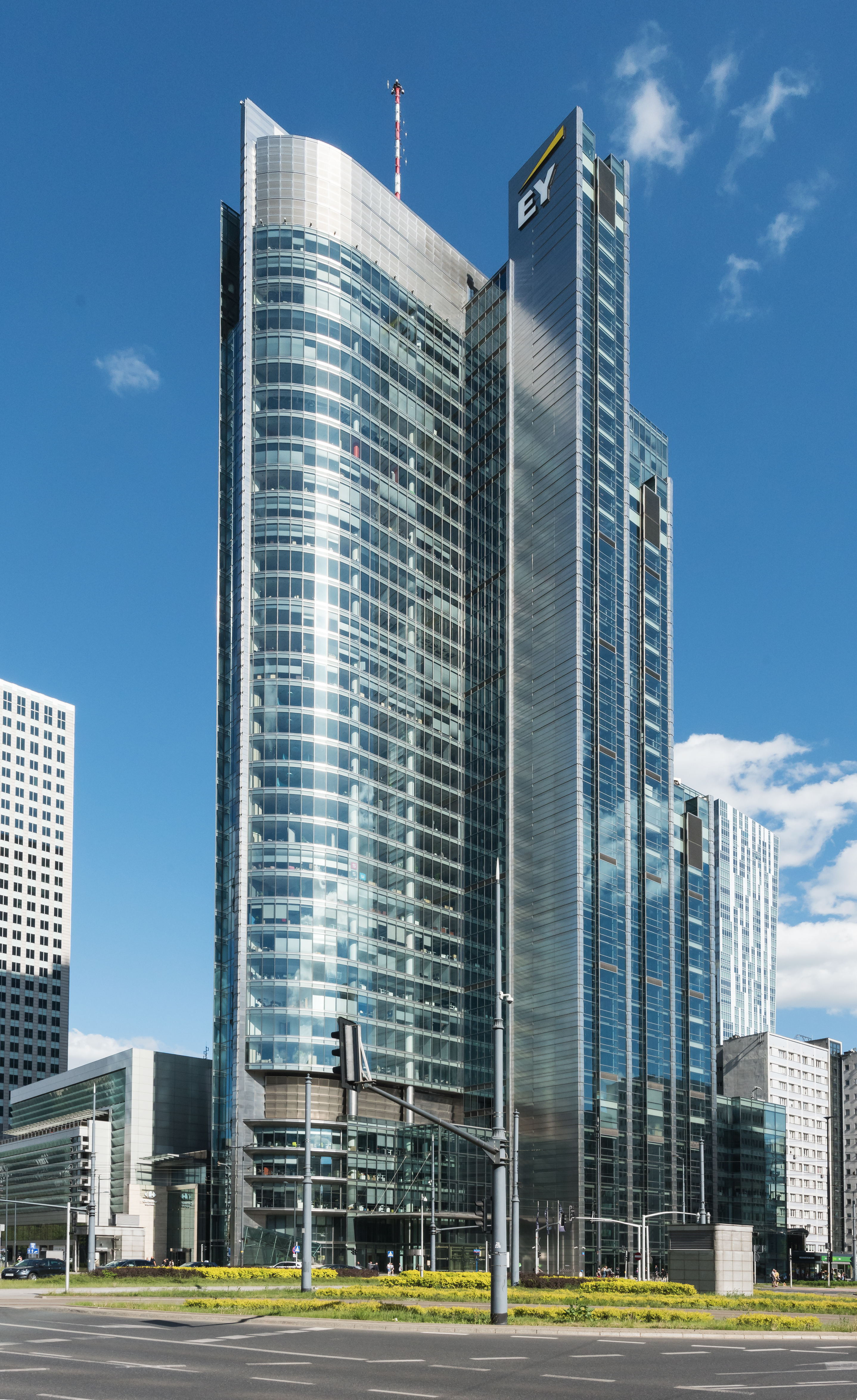
Biurowiec Rondo 1 w Warszawie – siedziba EY w Polsce

EY (dawniej Ernst & Young) –  międzynarodowy koncern świadczący profesjonalne usługi doradcze i audytorskie z główną siedzibą w Londynie. Należy do tzw. wielkiej czwórki.

## Historia
Protoplastą EY był Szkot Arthur Young, który w 1894 roku otworzył w Chicago własne przedsiębiorstwo księgowe z kapitałem założycielskim 500 dolarów, które działając do 1971 roku pod firmą Ernst & Ernst połączyła się z przedsiębiorstwem Whinney Murray & Co tworząc Ernst & Whinney.
Koncern pod firmą Ernst & Young powstał w roku 1989 z połączenia Ernst & Whinney i Arthur Young. W 2002 roku połączył się z innym koncernem Arthur Andersen nie zmieniając dotychczasowej firmy, pod którą działał.

## Usługi
Ernst & Young świadczy usługi w zakresie: 
- audytu i usług księgowych,
- doradztwa finansowego,
- doradztwa podatkowego i prawnego,
- doradztwa na rynku nieruchomości,
- księgowości i administracji kadrowo-płacowej,
- doradztwa biznesowego,
- doradztwa strategicznego,
- doradztwa w zakresie cyfrowej transformacji i technologii,
- zarządzania ryzykiem.

## Ernst & Young w Polsce
Pierwsze przedstawicielstwo koncernu w Polsce powstało w 1932, kiedy to w Warszawie przedsiębiorstwo Whinney, Murray & Co otworzyło swoje pierwsze biuro działające do września 1939. Wznowienie działalności po II wojnie światowej nastąpiło w 1990.
Pierwszy oddział firmy Arthur Andersen zakładał w 1990 Duleep Aluwihare. W 2002 Arthur Andersen Polska połączył się z Ernst & Young. Połączone firmy działały pod nazwą Ernst & Young a ich szefem był do końca czerwca 2013 Duleep Aluwihare. Od 1 lipca 2013 firma posługuje się nazwą EY. Od 1 stycznia 2014 roku Partnerem Zarządzającym EY w Polsce jest Jacek Kędzior.
Główna siedziba EY w Polsce znajduje się w Warszawie. Lokalne biura funkcjonują w Katowicach, Krakowie, Poznaniu, Wrocławiu, Gdańsku, Rzeszowie oraz Łodzi.
W Warszawie oraz Wrocławiu znajdują się także biura spółki EY Global Delivery Services (GDS Poland), która jest centrum usług wspólnych, świadczącym usługi biznesowe na rzecz innych jednostek EY. Obszary wspierane przez EY GDS obejmują:
- IT – programowanie, rozwój produktów, zarządzanie projektami, automatyzacja i cyberbezpieczeństwo
- Strategiczne usługi biznesowe – wsparcie marketingowe oraz zarządzanie ryzykiem
- Badania biznesowe – zarządzanie wiedzą i rozwój biznesu
- HR – usługi kadrowe
- Finanse – analiza rynku oraz usługi finansowe